# 佩塔尔·米拉斯
佩塔尔·米拉斯（1995年8月28日—）是一名克罗地亚的职业拳击手。他自2018年以来一直保持着世界拳击理事会的地中海重量级冠军。

## 职业生涯
米拉斯于2015年12月8日在克罗地亚斯普利特的Joker Gym击倒(TKO)了马林·祖鲁姆，由此开始了他的职业生涯。
在创造了10-0的战绩后，米拉斯于2018年3月10日在德国，布劳恩拉赫的马蒂尼姆伯格酒店夺取了前世界冠军挑战者凯文·约翰逊(Kevin Johnson) 的国际拳击组织国际重量级冠军之位。这场比赛之后，米拉斯成为了第二个在约翰逊的41场比赛中击败了他的人。在裁判因约翰逊左眼上方切伤而在擂台医生的建议下暂停比赛后，他以第八轮击倒成功夺得了IBO国际冠军。米拉斯在6月由裁判的一致决定(UD) 在前世界冠军挑战者弗朗切斯科·皮亚内塔的挑战下保持了世界冠军之位。此后，他于10月6日在德国，特劳恩罗伊特的TuS体育场击败了米尔科·缇诺儿，通过第四轮击倒出局成功夺得了空缺的WBC地中海重量级冠军之位。 